# De Rheingold-Express
De Rheingold-Express is het 19de album uit de stripreeks Yoko Tsuno.

## Verhaal
Yoko Tsuno is in Keulen om daar een orgelconcert van haar vriendin Ingrid te bezoeken. In de dom wordt ze aangesproken door een onbekende dame die even later bewusteloos in de crypte wordt aangetroffen. Ze blijkt te zijn verdoofd. Vlak voordat ze neervalt noemt ze de naam Rheingold. De Rheingold is een trein die toevallig op het station van Keulen blijkt te staan.
De trein blijkt eigendom te zijn van Ito Kazuky, een Japans wapenhandelaar. Kazuky heeft een nieuw wapen ontwikkeld dat aan boord is van de trein. Op de trein reizen potentiële kopers en fabrikanten van dit wapen mee. Het doel van de reis is burcht Pfalzgrafenstein bij Kaub.
Bij het kasteel aangekomen blijkt de dame uit de dom de dochter te zijn van de zakenpartner van Kazuky. Deze Watanabe is omgekomen bij een vliegramp en zijn aandelen zijn verdwenen. De vliegramp werd opzettelijk veroorzaakt door een dubbelganger van Kazuky omdat Watanabe ontdekt had dat er grote bedragen uit de kas van het bedrijf waren verdwenen.
Aan het eind van het verhaal wordt de dubbelganger ontmaskerd en gedood.